# Дългосрочно изучаване
Дългосрочно изучаване (лонгитюдно изследване) е тип изследване, за което е характерно, че промените по наблюдаваните критерии настъпват бавно и се отчитат на големи интервали от време. Наблюдението, както и контролираният експеримент също могат да бъдат лонгитюдни.